# Edward Shortt
Edward Shortt (10. března 1862, Newcastle upon Tyne, Anglie – 10. listopadu 1935, Londýn, Anglie) byl britský právník a politik. Od mládí působil v advokacii, později byl poslancem Dolní sněmovny jako člen Liberální strany. Zastával několik funkcí ve vládě a nakonec byl ministrem vnitra (1919–1922).

## Životopis
Narodil se jako syn anglikánského kněze reverenda Edwarda Shortta, rodina měla původ v Irsku. Vystudoval univerzitu v Durhamu a od roku 1890 působil jako advokát. V letech 1907–1918 byl soudcem v Sunderlandu a v roce 1910 byl jmenován královským justičním radou (King's Counsel). V roce 1908 poprvé neúspěšně kandidoval do parlamentu, zvolen byl v roce 1910 a poslancem Dolní sněmovny zůstal do roku 1922, připojil se k Liberální straně. Nevynikl jako politik ani jako právník, ale měl určitou popularitu a svou prací v parlamentních výborech na sebe upoutal pozornost. V roce 1916 byl jmenován členem Tajné rady a v letech 1916–1918 byl členem mimořádné komise pro obranu země. V koaliční vládě Lloyd George byl státním sekretářem pro Irsko (1918–1919) a nakonec byl ministrem vnitra (1919–1922). Po porážce liberálů ve volbách v roce 1922 opustil politiku a poté zastával funkci prezidenta úřadu pro cenzuru filmu. V této funkci byl stoupencem značně konzervativních názorů, odmítal nástup zvukového filmu a obecně byl odpůrcem americké produkce z Hollywoodu.
Se svou manželkou Isabellou, rozenou Scottovou, měl tři děti. Jediný syn William Edward Shortt padl za první světové války na západní frontě (1917). Dcera Doreen Ingrams (1906–1997) proslula jako spisovatelka.